# Jaime Correia
Jaime Nuno Mora Morais de Freitas Correia (30 de janeiro de 1978) é um automobilista conhecido como Jaime Correia que dedicou grande parte da sua vida ao mundo automóvel, tendo sido o único piloto português a vencer o Monaco Kart Cup.

## Carreira desportiva (Karting)
Jaime Correia iniciou-se no karting em 1983 quando o seu pai (Jaime Henrique de Freitas Correia) lhe ofereceu um kart ("o tira-água") no seu quinto aniversário. Deu as suas primeiras voltas de kart no quintal da casa dos seus pais, no parque de estacionamento da FEP (Faculdade de Economia do Porto), assim como também o Kartódromo do Cabo do Mundo foi palco das primeiras curvas e aceleradelas de Jaime Correia.
Em 1985 recebeu um novo Kart (chassis BM com um motor Parilla de 100cc), com o qual aprendeu a pilotar com grandes pilotos nacionais de karting, como é o caso de Luis Filipe Figueiredo e Silva, José Viana, João Barbosa, Manuel Gião, Pedro Lamy, entre outros.
De referir que o pai de Jaime Correia, foi o principal impulsionador e apoiante incondicional da carreira do filho, tendo sido fulcral para os excelentes resultados nacionais e internacionais obtidos. Jaime Correia viveu grande parte da sua vida na cidade do Porto, sendo por essa razão que se considera e é considerado portuense.
Em 1997 foi Campeão Nacional da categoria Livre 125, e obteve a segunda posição na Taça de Portugal. Conseguiu terminar na 11ª posição final no Campeonato do Mundo, assim como obteve ainda a 26ª posição final no campeonato da Europa da categoria Formula C.
Em 1996, devido à sua carreira internacional, Jaime Correia faltou a duas provas pertencentes ao Campeonato Nacional de Livre 125, devido à realização destas coincidirem com as provas do Campeonato da Europa, mesmo assim foi Vice-Campeão Nacional e Vencedor da Taça de Portugal. Ficou na 6ª posição final no Campeonato da Europa de Formula C, e obteve a 21ª posição no Campeonato do Mundo de Formula C.
Em 1995 foi Campeão Nacional e Vencedor da Taça de Portugal da categoria Livre 125. Foi também vencedor da Monaco karting Cup, da categoria Intercontinental C, e obteve a 8ª posição no campeonato da Europa realizado na Polónia da mesma categoria.
Em 1994 iniciou-se na categoria Livre 125 (categoria com motores de caixa de velocidades), tendo sido Campeão Nacional no seu ano de estreia, e obteve também a segunda posição na Taça de Portugal, onde os seus principais rivais eram Augusto Rica, Sérgio Monteiro e Hugo Almeida.
Em 1993, participou nos Campeonatos Europeu e Mundial da então recém alterada categoria Junior (Motores Piston-Port com embraiagem), obtendo a 27ª e 17ª posições respectivamente.
Em 1992 venceu a Taça de Portugal e foi Vice-Campeão Nacional na categoria Junior, os seus principais rivais eram então Miguel Barroso, Nuno Dinis e Nuno Rocha entre outros. Foi também Vice-Campeão e obteve a segunda posição na Taça de Portugal na categoria Nacional.
Em 1991 participou novamente na categoria Junior, onde conquistou o Vice-Campeonato e obteve a segunda posição na Taça de Portugal. De referir que neste ano existiram diversos problemas de ordem técnica por parte de outros concorrentes (célebre caso dos bigodes das janelas de escape dos motores COMER, cujas fichas de homologação só eram válidas em Portugal), assim como outras situações de desrespeito por parte de alguns intervenientes de certas equipas e organizações que não merecem se quer qualquer comentário.
Em 1990 participou na categoria Junior pela primeira vez, e sagrou-se vencedor da Taça de Portugal e Vice-Campeão Nacional da categoria Junior. Neste ano Jaime Correia teve de pedir uma autorização especial para participar na categoria Junior devido a não ter ainda a idade mínima regulamentada. Os seus principais adversários foram a sua irmã Filipa Correia, o Campeão nacional da categoria João Barbosa, Frederico Viegas, Tiago Rodrigues, Gonçalo Gomes e Nuno Barros.
Em 1989 foi Campeão Nacional  e vencedor da Taça de Portugal da categoria Super-Cadete, neste ano os seus principais adversários foram João Bica, Gonçalo Gomes, Irineu Pais, Pedro Rocha e Luis Krohn.
Jaime Correia iniciou a sua carreira de piloto em competições no ano de 1988 na categoria Cadete, tendo sido vencedor da Taça de Portugal nesse ano.

## Carreira desportiva (Velocidade)
Em 1999 e 2000, participou no Troféu Saxo Cup, tendo obtido duas vitórias: uma no circuito da Ota em 1999, e a outra no circuíto de Vila do Conde em 2000.
Ainda em 2000, foi convidado a efectuar a prova de Vila do Conde ao volante de um dos 2 Fiat Bravo JTD da F3Auto. Apesar de não estar familiarizado com o carro (ex-Ferreira da Silva), e de a organização ter anulado os treinos livres, conseguiu qualificar-se nos cronometrados atrás de Luis Veloso, Campeão em Título do TNVTD, partindo assim os dois Fiat à frente dos dois BMW 320D. Na partida um jornal arrastado pelo vento tapou o intercooler do Fiat o que o fez perder rendimento durante a prova que terminou com bandeira vermelha e com um toque com Nelson Clemente.
Em 1998, Jaime Correia ganhou como prémio de ter sido Campeão Nacional na categoria Livre 125 (1997), o direito a participar no Troféu Toyota Starlet com um carro disponibilizado pela Salvador Caetano. Aceitando o desafio, realizou uma época extremamente competitiva com Pedro Batista e Nuno veloso, tendo sido mesmo o vencedor do Troféu Toyota Starlet 1998.